# Tahiche
Tahíche est un village de l'île de Lanzarote dans l'archipel des îles Canaries. Elle fait partie de la commune de Teguise.

## Description
Selon le dernier recensement de 2009, elle compte une population de 3 865 habitants. Le village est situé dans une zone volcanique où pourtant, il existe plusieurs champs de culture.
À Tahíche on trouve plusieurs associations insulaires, comme la Fondation César Manrique, l'École Universitaire de Tourisme, l'Association des handicapés ADISLAN, et la Prison de Lanzarote.